# Callimetopus pulchellus
Callimetopus pulchellus là một loài bọ cánh cứng trong họ Cerambycidae.